# Rudolf Kühn (Astronom)
Rudolf Kühn (* 27. Januar 1926 in Stuttgart; † 4. Dezember 1963 in München) war ein deutscher Astronom.

## Leben
Rudolf Kühn wurde in Stuttgart geboren und war der Sohn eines Testpiloten, der am Tag der Geburt seines Sohnes tödlich verunglückte. Im Jahre 1943 starb auch seine Mutter. Kühn studierte mit Hilfe von Stipendien Physik und Astronomie in Göttingen und München; dort promovierte er 1950 mit der Arbeit Der Licht- und Farbwechsel einiger RR-Lyrae-Sterne, die auf visuellen Beobachtungen an einem Fernrohr der Universitäts-Sternwarte München beruhte. Von 1950 bis 1954 war er Observator auf der 1965 abgerissenen Sternwarte auf dem Wendelstein-Ostgipfel (nicht zu verwechseln mit dem Sonnen-Observatorium auf dem Wendelstein-Hauptgipfel, der heutigen Sternwarte) und beschäftigte sich mit photometrischen Untersuchungen von Dunkelwolken in der Milchstraße. 
Seine Begabung, astronomisches Wissen verständlich zu vermitteln, brachte ihn in Verbindung mit dem Bayerischen Rundfunk. In dessen Hörfunkprogramm begann er 1953 die Sendereihe Kleine Sternkunde. Im 1954 gestarteten Fernsehprogramm des Bayerischen Rundfunks bekam er in der Münchner Abendschau die Sendung Sternbild des Monats. Damit begann seine Karriere als hauptberuflicher Fernsehastronom (ab 1956). Seine Sendungen ließen ihn zum Liebling besonders des weiblichen TV-Publikums werden. Mit Mitteln des Bayerischen Rundfunks entwickelte Kühn 1956 gemeinsam mit Münchner Optikern und Feinmechanikern ein Fernsehteleskop: Das Brennpunktbild konnte unmittelbar oder mithilfe einer Zwischenoptik vergrößert auf die lichtempfindliche Schicht einer Fernsehkamera abgebildet werden. Damit wurden erstmals in Deutschland Fernsehbilder der Sonne, des Mondes, der hellen Planeten Jupiter und Saturn sowie von Doppelsternen in einem regulären Fernsehprogramm einem Zuschauerkreis von Millionen Menschen zugänglich gemacht. Kühn schrieb auch einige populärwissenschaftliche Bücher. Mit Hans Elsässer und Karl Schaifers gründete er 1962 die Zeitschrift Sterne und Weltraum.
In der Fernsehkomödie Annoncentheater – Ein Abendprogramm des Deutschen Fernsehens im Jahre 1776 aus dem Jahre 1962 (Regie: Helmut Käutner) spielte Kühn die Rolle des Professors Franz Karl Achard.
Kühn starb durch einen Verkehrsunfall, als er bei Glatteis mit seinem Porsche auf der Autobahn in der Nähe von Augsburg verunglückte.

## Werke
- Die Himmel erzählen, 1962
- Astronomie populär, 1958
- Himmel voller Wunder, 1957